# Solange Yijika
 (mai 2024).
La mise en forme du texte ne suit pas les recommandations de Wikipédia : il faut le « wikifier ».
Les points d'amélioration suivants sont les cas les plus fréquents :
- Les titres sont pré-formatés par le logiciel. Ils ne sont ni en capitales, ni en gras.
- Le texte ne doit pas être écrit en capitales (les noms de famille non plus), ni en gras, ni en italique, ni en « petit »…
- Le gras n'est utilisé que pour surligner le titre de l'article dans l'introduction, une seule fois.
- L'italique est rarement utilisé : mots en langue étrangère, titres d'œuvres, noms de bateaux, etc.
- Les citations ne sont pas en italique mais en corps de texte normal. Elles sont entourées par des guillemets français : « et ».
- Les listes à puces sont à éviter, des paragraphes rédigés étant largement préférés. Les tableaux sont à réserver à la présentation de données structurées (résultats, etc.).
- Les appels de note de bas de page (petits chiffres en exposant, introduits par l'outil «  Source ») sont à placer entre la fin de phrase et le point final[comme ça].
- Les liens internes (vers d'autres articles de Wikipédia) sont à choisir avec parcimonie. Créez des liens vers des articles approfondissant le sujet. Les termes génériques sans rapport avec le sujet sont à éviter, ainsi que les répétitions de liens vers un même terme.
- Les liens externes sont à placer uniquement dans une section « Liens externes », à la fin de l'article. Ces liens sont à choisir avec parcimonie suivant les règles définies. Si un lien sert de source à l'article, son insertion dans le texte est à faire par les notes de bas de page.
- La présentation des références doit suivre les conventions bibliographiques. Il est recommandé d'utiliser les modèles {{Ouvrage}}, {{Chapitre}}, {{Article}}, {{Lien web}} et/ou {{Bibliographie}}. Le mode d'édition visuel peut mettre en forme automatiquement les références.
- Insérer une infobox (cadre d'informations à droite) n'est pas obligatoire pour parachever la mise en page.

Pour une aide détaillée, merci de consulter Aide:Wikification.
Si vous pensez que ces points ont été résolus, vous pouvez retirer ce bandeau et améliorer la mise en forme d'un autre article.
Solange Yijika est une actrice camerounaise,,,, également très présente dans le théâtre nigérian et productrice de films, ainsi qu'une militante des droits des femmes et des enfants. Elle est l'actrice la plus célèbre de la sous-région centrafricaine et la figure principale du Festival international du film du Cameroun (CAMIFF).

## Biographie

### Éducation
Yijika est originaire du nord-ouest du Cameroun. Elle a obtenu son diplôme à l' Université de Yaoundé II , située à Soa, au Cameroun.

### Carrière
Depuis ses débuts vers 2005, Yijika a été une figure emblématique de l' industrie cinématographique camerounaise. Elle a été choisie comme modèle pour deux campagnes anti-paludisme au Cameroun, soutenues par le Fonds mondial de lutte contre le paludisme, la tuberculose et le sida. En plus de son travail dans le cinéma, elle est également une militante engagée pour la justice mondiale en faveur des femmes et des enfants. En 2016 , elle a été nommée ambassadrice de la première édition du Festival international du film du Cameroun (CAMIFF).
Yijika a participé à de nombreuses productions dans l'industrie cinématographique camerounaise, totalisant environ vingt films. Elle a également été nommée à plusieurs reprises pour des prix prestigieux, notamment les AMAA et NAFCA.
Elle a interprété le personnage de Diana dans la série télévisée Trials of Passion en 2006, diffusée sur CRTV. En 2008, elle a joué dans Mark of the Absolute, un film réalisé et produit par Asaba Ferdinand. L'année suivante, elle est apparue dans Land of Shadows, un film produit par Agbor Gilbert Ebot et réalisé par Zack Orji et Neba Lawrence, aux côtés de Jim Iyke. Toujours en 2009, elle a joué dans Great Pain réalisé par Neba Lawrence, ainsi que dans Royal Destiny, un film camerounais mettant également en vedette Emeka Ike et Tonto Dikeh, deux stars de Nollywood. En 2012, elle a été à l'affiche de Troubled Kingdom, un film réalisé par Neba Lawrence et coproduit par l'Américain Mairo Sanda et le le sud-africain Fred K. Keyanti, qui ont tous deux salué son talent d'actrice.
Toujours en 2012, elle joue dans le film Nollywood Blood or Wine, produit par Henry Neba Awantoh et Jim Iyke et réalisé par Neba Lawrence, scénarisé par Ruth Kadiri.
En 2013, elle a été nommée aux SONNAH Awards.
En 2013, elle a joué dans le film Decoded, produit par Brenda Elung, également actrice, et réalisé par Akim Macaulay et  Enah Johnscott . Elle y partage l'affiche avec des acteurs ghanéens et camerounais, dont  Van Vicker, Jeffery Epule et Desmond Wyte.
Lors de la cérémonie des African Achievers Awards, qui s'est déroulée le 8 juillet au Centre international de conférences d'Abuja, au Nigeria, elle a coanimé la table ronde en tant que l'une des deux modératrices, aux côtés Richard Mofe Damijo, acteur et homme politique nigérian.
Dans le film de 2017 Expression the Courage to Heal, réalisé par Musing Derick Tening et produit par Tessy Eseme, elle a interprété le personnage de Jazmine Juma. Ce film a eu sa première à Londres,.
Elle a été nommée pour un prix lors de la deuxième édition des CAMIFF Awards, qui s'est déroulée du 24 au 29 avril 2017 à Buea, au Cameroun, aux côtés d'autres acteurs de Camerwood et Nollywood. En 2018, elle a été l'un des sponsors du CAMIFF, aux côtés de l'acteur de Ramsey Nouah de Nollywood.

## Filmographie
| Année  | Film                          | Rôle  | Remarques | Réf. |
| ------ | ----------------------------- | ----- | --------- | ---- |
| 2017   | Exprimer le courage de guérir |       |           |      |
| 2017 - | Samba                         |       | Séries TV | ,    |
| 2013   | Décodé                        |       |           |      |
| 2012   | Du sang ou du vin             |       |           |      |
| 2012   | Royaume troublé               |       |           |      |
| 2009   | Destin Royal                  |       |           |      |
| 2009   | Grande douleur                |       |           |      |
| 2009   | Terre des ombres              |       |           |      |
| 2008   | Marque de l'Absolu            |       |           |      |
| 2006 - | Épreuves de passion           | Diane | Séries TV |      |

## Distinctions
| Année | Evènement   | Prix | Destination | Résultat |
| ----- | ----------- | ---- | ----------- | -------- |
| 2017  | CAMIFF      |      |             | Nommée   |
| 2013  | Prix SONNAH |      |             | Nommée   |